# Anna Åström

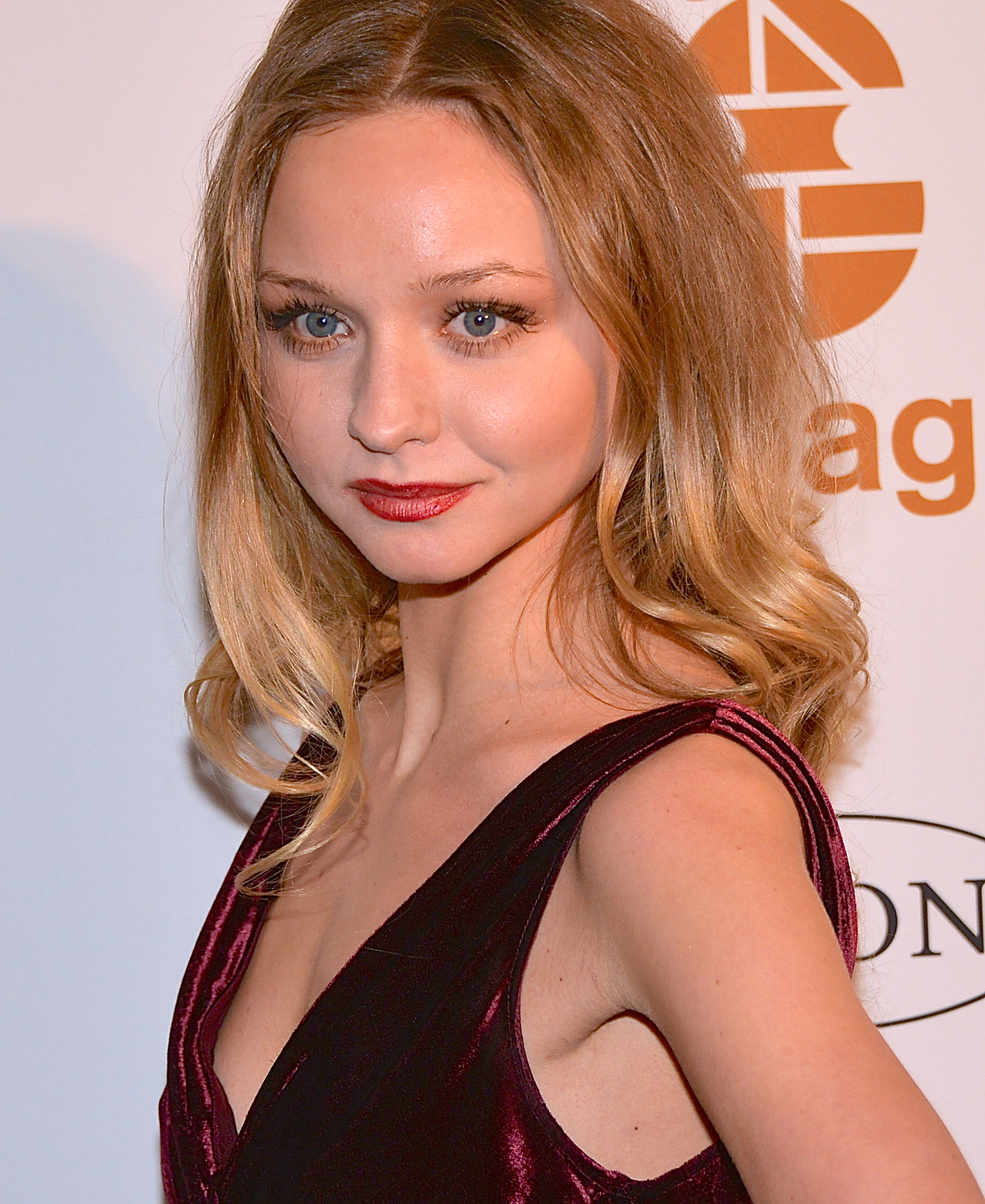
Anna Åström, 2013.

Anna Åström (* 5. November 1990 in Gråbo bei Lerum) ist eine schwedische Schauspielerin.

## Karriere
Anna Åström war in Hauptrollen in Spielfilmen wie Home is Here und Vi zu sehen und hatte Nebenrollen in zahlreichen anderen schwedischen und internationalen Filmen, darunter Vikings. Sie spielte in einer Reihe von Kurzfilmen und in schwedischen Fernsehserien mit, darunter Black Lake (Svartjön). Außerdem wirkte sie in Theaterproduktionen mit, darunter am Stockholmer Nationaltheater.

## Filmografie
- 2002: Dieselråttor och sjömansmöss (Fernsehserie)
- 2010: Kommissarie Winter (Fernsehserie)
- 2011: Drottningoffret (Fernsehserie)
- 2011: Irene Huss (Fernsehserie)
- 2011: Welcome to Caligola (Kurzfilm)
- 2012: Arne Dahl: Ont blod (Fernsehserie)
- 2012: Shoo bre
- 2012: True people (Fernsehserie)
- 2012: Göra slut (Kurzfilm)
- 2012: Prime-time (Video)
- 2012: Kontoret (Fernsehserie)
- 2013: The Expedition (Kurzfilm)
- 2013: Vi
- 2013–2014: Vikings (Fernsehserie)
- 2014: Sleeper Cell (Kurzfilm)
- 2014: Viva Hate (Fernsehserie)
- 2015: Utopic Dystopia (Kurzfilm)
- 2015: Code 100 (Fernsehserie)
- 2015: Kerstin Ström (Kurzfilm)
- 2016: Svartsjön (Fernsehserie)
- 2016: Home Is Here
- 2016: Dans la forêt
- 2018: Excuse Me, I'm Looking for the Ping-pong Room and My Girlfriend (Kurzfilm)
- 2019: Midsommar
- 2019: How You Look at Me